# Kniphofia coralligemma
Kniphofia coralligemma är en grästrädsväxtart som beskrevs av Eileen Adelaide Bruce. Kniphofia coralligemma ingår i Fackelliljesläktet som ingår i familjen grästrädsväxter. Inga underarter finns listade i Catalogue of Life.